# Steinschloss

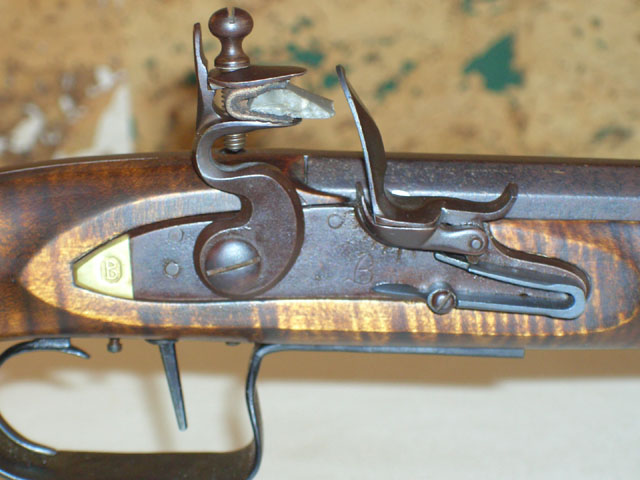
Steinschloss mit Feuerstein in Sicherheitsrast bzw. Laderast

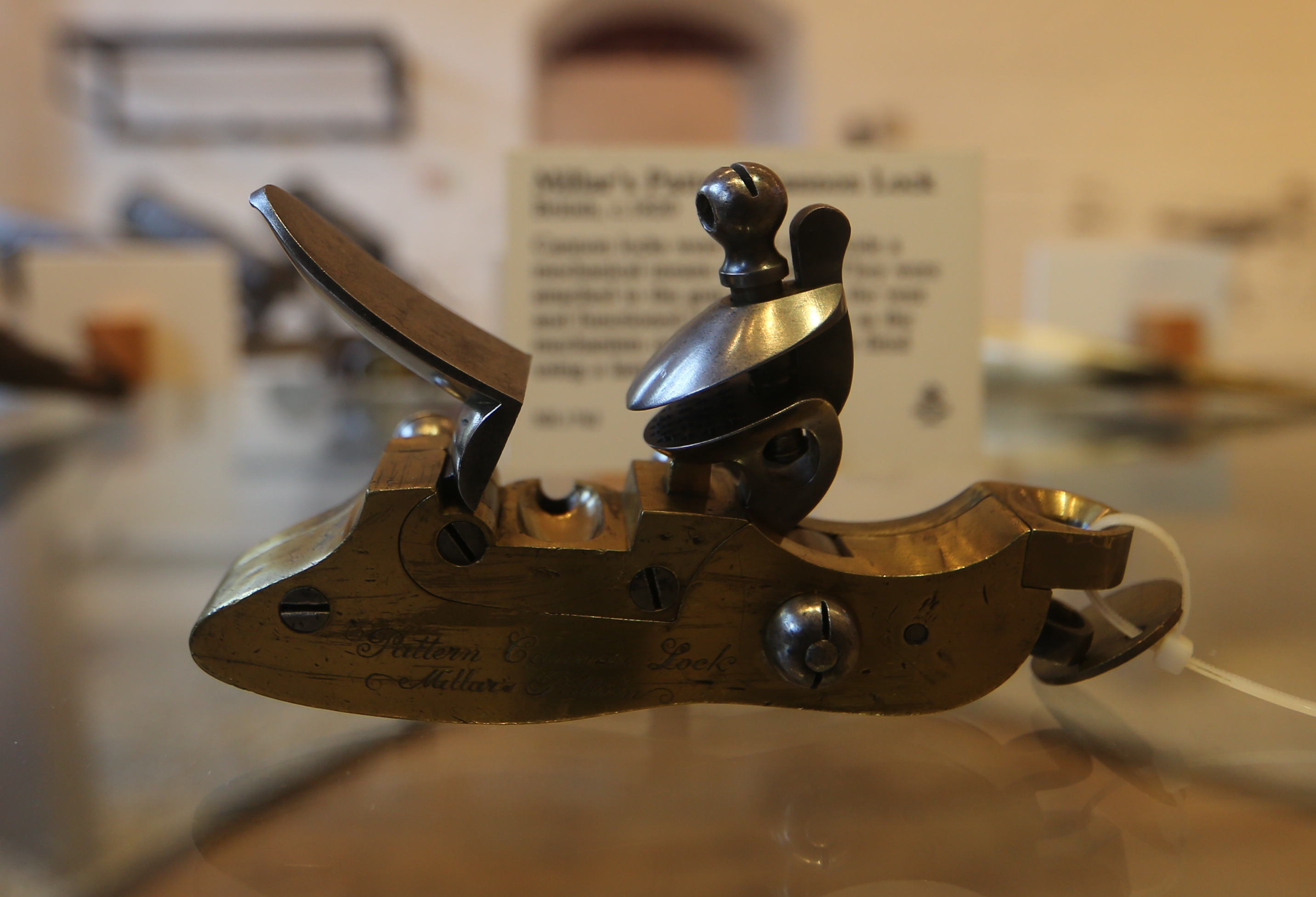
Steinschloss eines Geschützes um 1820

Animation zur Erzeugung des Zündfunkens

Funken eines Steinschlosses

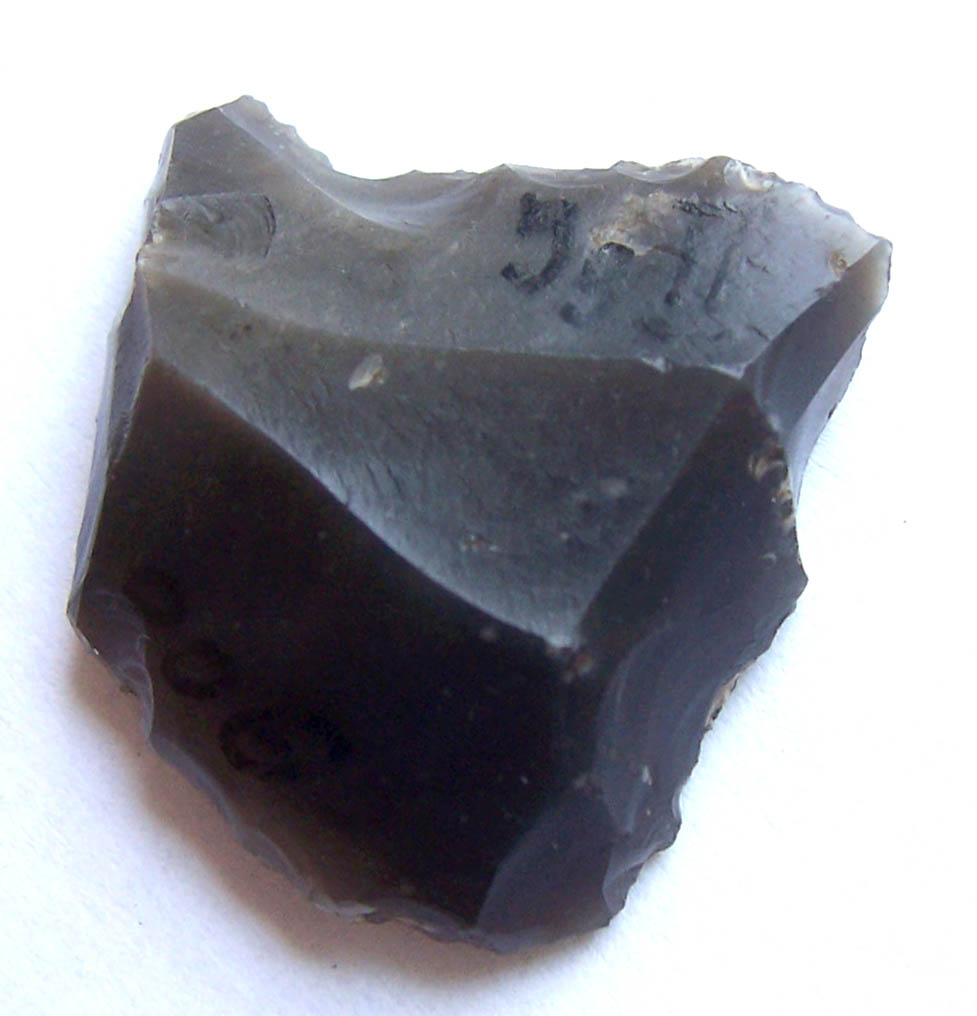
Feuerstein aus dem 17. Jahrhundert

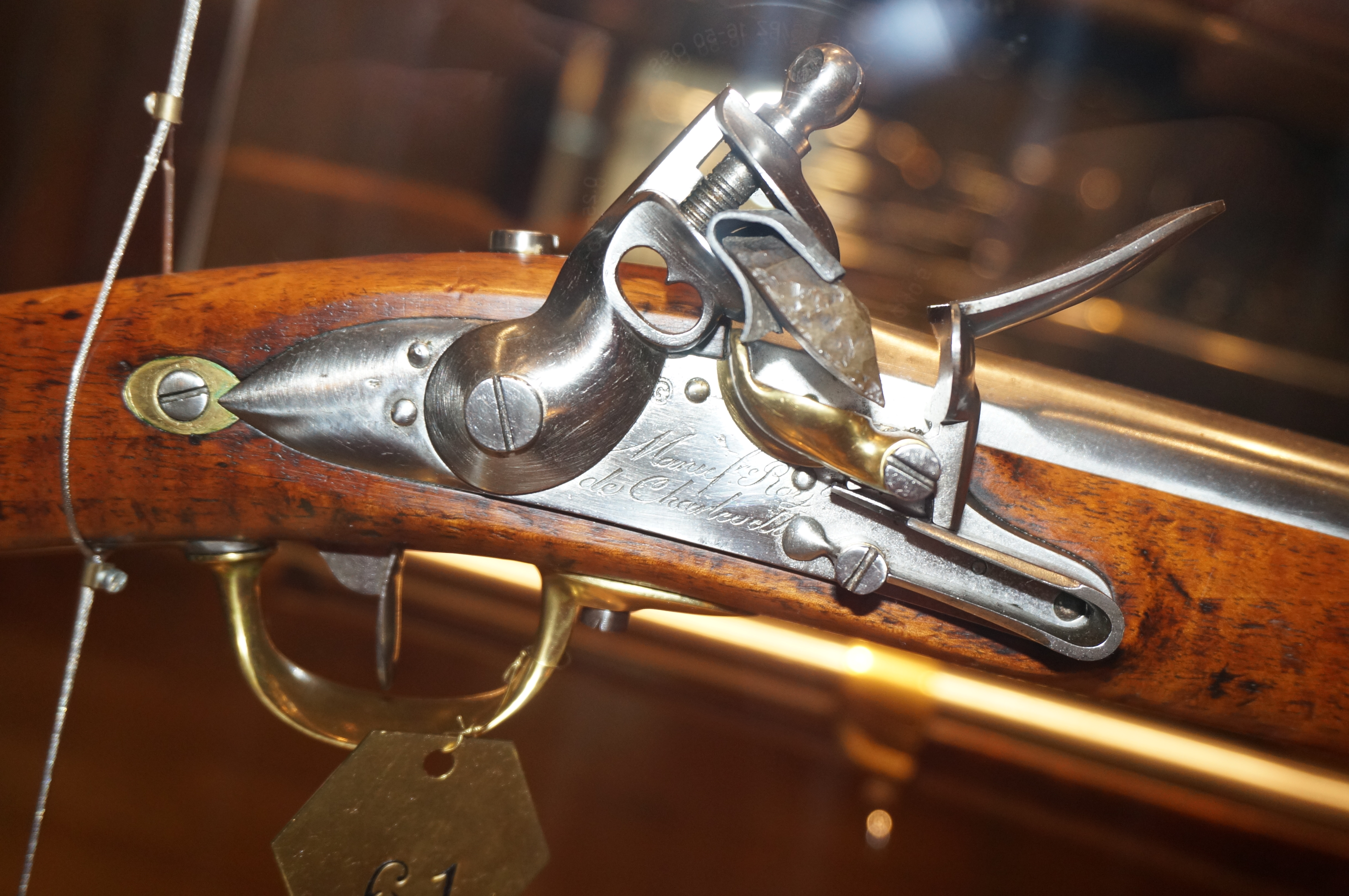
Hahn mit Durchbruch

Schlossgegenblech

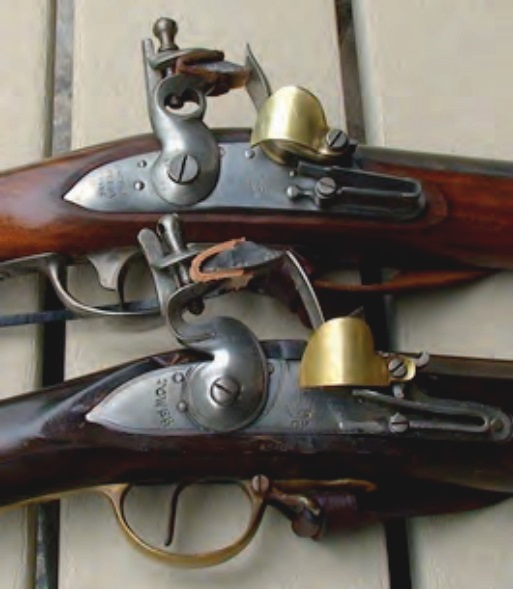
Zwei Steinschlösser mit Funkenschutzblechen

Das Steinschloss, auch Feuersteinschloss oder Batterieschloss oder Batterie-Steinschloss (von französisch battre „schlagen“), ist ein Auslösemechanismus (Schloss) für Feuerwaffen des 17.–19. Jahrhunderts. Beim Steinschloss schlägt ein Feuerstein auf einen Feuerstahl und erzeugt so die zündenden Funken. Es war der Nachfolger von Luntenschloss und Radschloss und wurde vom Perkussionsschloss abgelöst.

## Geschichte
Das Steinschloss wurde entwickelt, da das ab dem 14. Jahrhundert verwendete Luntenschloss einige Nachteile hatte. Es war wetterabhängig, und um feuerbereit zu sein, benötigte man eine glimmende Lunte, die sich aber verbrauchte.
Erste Vorformen des Steinschlosses (Schnappschloss, Bezeichnung sowohl für das frühere Luntenschloss als auch für das Batterie-Steinschloss des 17. und 18. Jahrhunderts) tauchten zwischen 1500 und 1520 auf, die allerdings konstruktiv noch nicht ausgereift waren und noch nicht ausreichend zuverlässig funktionierten. Beim spanischen Batterie-Steinschloss oder „Schnapphahnschloss“ befinden sich alle Teile außen, beim holländischen innen. Im frühen 17. Jahrhundert wurde das System verbessert und es setzte sich das französische Schloss allmählich durch. Ab 1704 hatte es sich bei allen Armeen durchgesetzt und das Luntenschloss fast vollständig verdrängt. Lediglich die Kavallerie verwendete noch länger das später entwickelte Radschloss. Später wurde das Batterie-Steinschloss auch bei der Kavallerie eingeführt, da es billiger und pflegeleichter war.
Trotz der Verbesserung gegenüber dem Luntenschloss war das Steinschloss nicht optimal. Es war immer noch witterungsempfindlich; der Pfannendeckel half nur bedingt. Nach etwa 40 Schuss war der Feuerstein abgenutzt und schlug nicht mehr genügend Funken. Auch hielt die Feuerstahlfläche der Batterie etwa 2.000 Schuss. Danach musste die Batterie entweder komplett neu ersetzt oder durch Aufschweißen einer neuen Oberfläche renoviert werden. In der Praxis ergab sich wegen den verschiedenen Einflussfaktoren durchschnittlich alle sieben Schüsse ein Zündversager.
Auch wenn es zur Zündung kommt, kann die Zündzeit variieren. Bei einem gut abgestimmten Steinschloss mit geeignetem Zündkraut sind es etwa 50 Millisekunden (nur unwesentlich länger als beim späteren Perkussionsschloss), ansonsten können es bis zu mehreren Zehntelsekunden sein.
Im 19. Jahrhundert kam das zuverlässigere Perkussionsschloss mit Anzündhütchen auf und ersetzte schnell das Steinschloss.

## Aufbau und Funktionsweise
Beim ausgereiften französischen Schloss wurden möglichst viele empfindliche Komponenten auf die Innenseite des Schlosses verlegt. Das Schlossblech dient dabei als Träger für alle Anbauteile. Auf der Außenseite ist der drehbare Hahn mit dem Feuerstein, die Pfanne, sowie die drehbare Batterie befestigt. Für den Hahn gab es zwei Varianten. Vielfach gebräuchlich war der gebogene Schwanenhalshahn. Diese Form erlaubte eine effektive Schlagwirkung, hatte aber den Nachteil, dass der gebogene Hahnhals ein Schwachpunkt war und der Hahn brechen konnte. Die andere Variante war ein wesentlich stabilerer Hahn mit einer Durchbrechung. Diese Variante war vor allem bei französischen Militärwaffen üblich.
Der Feuerstein wird mit Hilfe einer Steinschraube im Hahn festgeklemmt. Eine Einlage, meist aus Leder, zwischen den Hahnlippen und dem Feuerstein verhindert das Zersplittern des Feuersteins beim Einklemmen. Die Batterie besteht aus der Schlagfläche aus kohlenstoffhaltigem Stahl sowie dem Pfannendeckel aus einem Stück. Der Pfannendeckel wird von der Pfannendeckelfeder entweder geschlossen oder geöffnet gehalten. Auf der Innenseite befindet sich die Haupt- bzw. Schlagfeder. Die Nuss, ein Führungselement, ist mit einer Vierkantwelle mit dem Hahn verbunden und zwischen Schlossblatt und der Studel drehbar gelagert. Die Studel dient mit dem Schlossblatt als Lager für die Vierkantwelle. Die Hauptfeder drückt auf einen Fortsatz der Nuss. Die Nuss hat zwei Rasten, in welche die Abzugsstange greift. Die Abzugsfeder hält die Abzugsstange in einer der Rasten. Alle drei Federn des Steinschlosses sind Blattfedern. Das Schloss wurde mit Schrauben von einem Schlossgegenblech am Schaft festgehalten.
Das Zurückziehen des Hahns durch den Schützen dreht die Nuss und spannt somit die Schlagfeder. Die Abzugsstange gleitet in die erste Raste, die Ruherast. Die Abzugsfeder hält die Abzugsstange in der Raste und blockiert so die Bewegung der Nuss. Zudem ist in der Ruherast der Abzug gesperrt und erlaubt somit ein sicheres Laden. Ein vollständiges Zurückziehen des Hahns dreht die Nuss weiter, spannt die Hauptfeder vollständig und befördert die Abzugsstange in die Feuerrast der Nuss. Die Waffe ist feuerbereit.
Wird der Abzug betätigt, dann gleitet die Abzugsstange entgegen der Kraft der Abzugsfeder aus der Raste und entriegelt die Nuss. Die gespannte Schlagfeder dreht die Nuss samt dem Hahn kräftig in Richtung der Batterie. Der in den Hahn eingespannte Feuerstein trifft auf den Feuerstahl der Batterie. Während der Hahn den Feuerstein weiter nach unten dreht, reibt sich dieser weiter am Feuerstahl, erzeugt Funken und drückt diesen gleichzeitig nach vorne, und so öffnete sich der an der Batterie befestigte Pulverpfannendeckel. Die erzeugten Funken entzünden das Zündkraut in der Pfanne. Das Zündkraut entwickelt eine Stichflamme und zündet durch das Zündloch die Treibladung.
Bei dem Schlossmechanismus ist ein ausgewogenes Verhältnis der Stärke der Pfannendeckel- und der Schlagfeder zueinander wichtig. Ist die Pfannendeckelfeder zu schwach bzw. die Schlagfeder zu stark, dann schnappt der Deckel mit nur wenig Reibung des Feuersteins, ohne genügend Funkenbildung, auf. Ist hingegen die Pfannendeckelfeder zu stark bzw. die Schlagfeder zu schwach wird der Pfannendeckel nicht weit genug aufgeschlagen und schnappt zurück. Außerdem nutzten sich Feuerstein und Schlagfläche bei zu starker Pfannendeckel- oder Schlagfeder unnötig schnell ab.
Im Jahre 1704 entwickelte Gottfried Hantzsch aus Nürnberg ein konisches Zündloch. Dabei rieselte das in den Lauf eingebrachte Pulver auf die Pfanne, was den Schritt des manuellen Beschüttens der Pfanne überflüssig machte. Es gab aber auch Nachteile. Ein konisches Zündloch brannte schneller aus, d. h. es weitete sich mit der Zeit. Auch ließ es mehr Treibgas entweichen, was zum einen die Treibkraft für das Projektil minderte, zum anderen den seitlich benachbarten Schützen in der Formation belästigte.
Spätere Steinschlösser verfügten manchmal über ein Funkenschutzblech. Das Schutzblech umhüllte die Pfanne und sollte so Gesicht und Augen des Schützen vor den Zündfunken schützen.

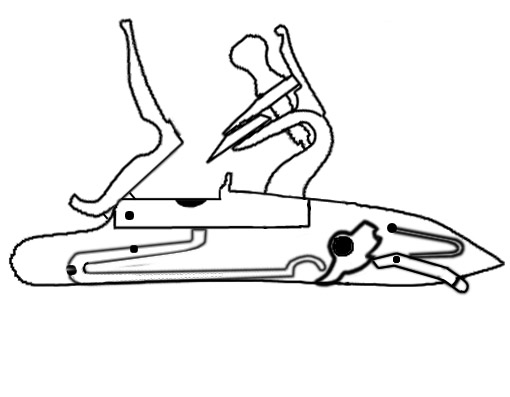
Innenansicht: Schloss ist entspannt, die Pfanne offen.
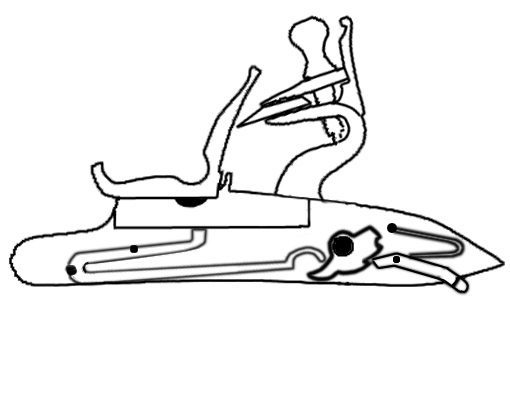
Innenansicht: Schloss ist in Laderast bzw. Sicherheitsrast. Der Abzug kann jetzt nicht betätigt werden.
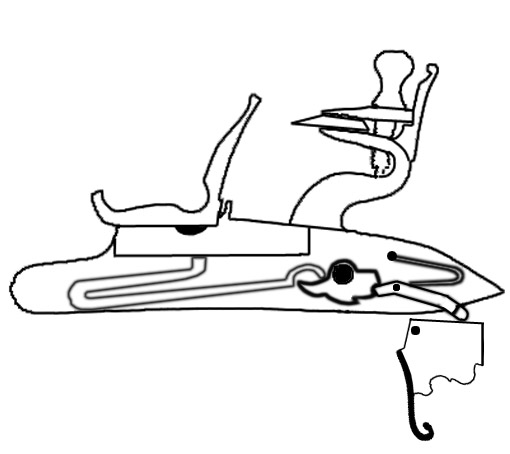
Innenansicht: Schloss schussbereit gespannt.

## Schlosstypen
Das Steinschloss wurde in verschiedenen Varianten und Entwicklungsstufen verwendet. Die erste Variante war das Schnappschloss oder auch Schnapphahnschloss. Die Pfanne war mit einem Deckel verschlossen wie bei dem Luntenschloss, die Batterie war aber noch separat. Diese Schlosse besaßen meist auch keine Laderast, da die Sicherung durch Wegklappen der Batterie erfolgte und auch noch durch einen Pfannendeckel.
Das Miquelet-Schloss (oder auch a la catalana) war eine Besonderheit aus Spanien. Die Hauptfeder zum Auslösen des Hahns lag außerhalb des Schlosses, und die Batterie hatte oben einen geraden Abschluss sowie auf der Reibefläche meist vertikale Vertiefungen. Zum leichteren Spannen war die Schraube für den Feuerstein mit einem Ring versehen.

Schnappschloss
Schwedisches Schloss
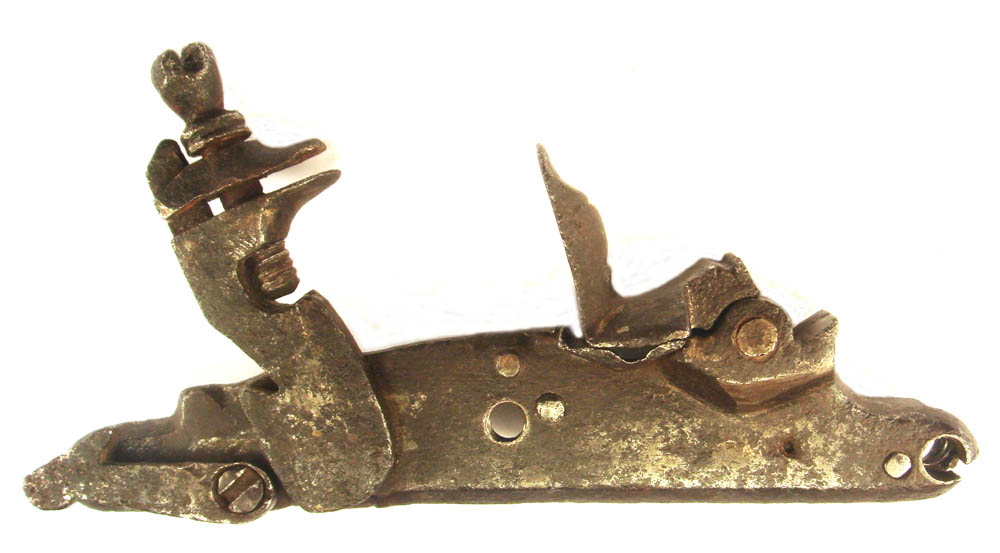
Englisches Schloss mit Hakensicherung
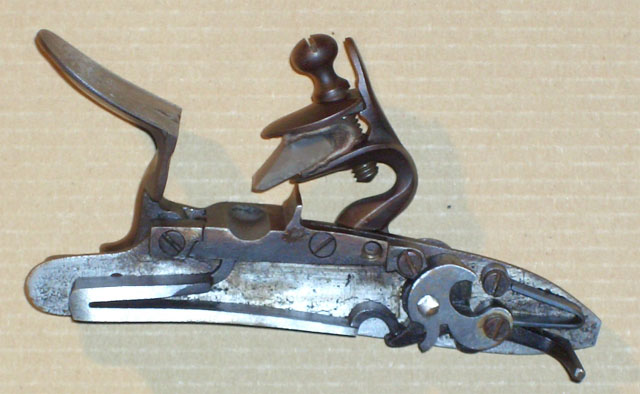
Französisches Schloss (innen)
Steinschloss Miquelettyp

## Andere Nutzungen
Ab 1780 wurden Schiffsgeschütze teilweise mit Steinschlössern ausgestattet. Der Abzug erfolgte über eine Abzugsleine. Die Verwendung eines Steinschlosses war gefahrloser als die einer immer glimmenden Lunte. Einige frühe Landminen, wie Fougassen, wurden mit Steinschlossen gezündet. Steinschlosse wurden ebenfalls genutzt, um Congreve’sche Raketen zu starten.